# António do Rego Faria Barbosa
António do Rego Faria Barbosa (Barcelos (Santa Maria Maior), 30 de janeiro de 1800 — Barcelos, 30 de junho de 1880) foi um bacharel em Direito pela Universidade de Coimbra (15 de julho de 1825), magistrado judicial e político que, entre outras funções, foi deputado às Cortes eleito pelo círculo eleitoral de Angra do Heroísmo e depois pelo Minho, permanecendo no Parlamento por 30 anos. Foi governador civil interino do Distrito de Viana do Castelo, presidente da Câmara Municipal de Barcelos e líder do Partido Regenerador em Barcelos.

## Biografia
Nasceu em Barcelos, filho de António de Faria Rego, licenciado em Cânones pela Universidade de Coimbra (1767) e de sua mulher Francisca Teresa de Faria Rego. Depois de completar os estudos secundários em Barcelos e os preparatórios em Coimbra, matriculou-se na Faculdade de Direito da Universidade de Coimbra em 23 de dezembro de 1820, obtendo o bacharelato em 29 de outubro de 1824 e a formatura em 15 de julho de 1825. Aderiu aos ideais liberais ainda estudante, tendo sido preso em Valença, de onde se evadiu e procurou refúgio em Inglaterra. Era moço fidalgo e depois, por alvará de 21 de junho de 1836, fidalgo cavaleiro da Casa Real.
A partir de 1829 integrou as forças liberais acantonadas na ilha Terceira, onde se integrou na estrutura de defesa da ilha contra os ataques miguelistas. Após a conquista liberal das ilhas do Grupo Central dos Açores, permaneceu no arquipélago, onde ingressou na carreira judicial, sendo nomeado juiz de fora na ilha do Pico em 3 de junho de 1831. Passou seguidamente a juiz substituto em Angra, onde em 1833 foi colaborador da Chronica dos Açores, um periódico destinado à publicação das notícias das operações do Exército Libertador. Casou em Santa Luzia de Angra, em 12 de setembro de 1833, com Carlota da Silva Sieuve de Séguier, tendo permanecido na ilha Terceira até 1836.
Evolui para o cartismo, revelando-se ao longo da sua extensa carreira política de mais de 30 anos no Parlamento um cartista convicto e interventivo. Foi eleito a primeira vez nas eleições gerais de julho de 1834, pelo círculo eleitoral de Angra do Heroísmo, permanecendo na Câmara dos Deputados até ao ao final da legislatura, em 1836, se produzir intervenções de monta. Foi reeleito, novamente pelo círculo de Angra do Heroísmo, nas eleições gerais de julho de 1836, mas não chegou a tomar posse devido à eclosão da Revolução de Setembro. Neste ano de 1836 a família muda-se para Barcelos, onde passa a advogar.
Em dezembro de 1846 foi nomeado administrador do concelho de Barcelos e nas eleições gerais de novembro de 1847 volta a ser eleito deputado, desta feita pela Província do Minho, prestando juramento a 26 de janeiro de 1848. Foi eleito deputado consecutivamente até 1869 (eleito pela última vez nas eleições parlamentares de 22 de março de 1868), sempre por círculos do Minho e em listas afetas à direita parlamentar, integrando a partir de 1851 as hostes do Partido Regenerador, de que foi dirigente em Barcelos. Permaneceu como deputado até ao fim da 16.ª legislatura, em 1869, perfazendo cerca de 30 anos de presença parlamentar.
Foi um deputado muito interventivo e preocupado com as questões do seu círculo eleitoral, trazendo com frequência para o debate parlamentar os assuntos que lhe eram trazidos pelas câmaras municipais minhotas. Também se dedicou às questões judiciais, integrando as correspondentes comissões parlamentares, e às questões de legislação. Outro campo da sua atividade foi a fiscalidade, apresentando e debatendo diversas propostas neste campo.
Para além da atividade parlamentar, foi governador civil interino do Distrito de Viana do Castelo e administrador do concelho de Barcelos a partir de 1871. Foi presidente da Câmara Municipal de Barcelos de 1862 a 1870, tendo empreendido grandes melhoramentos na cidade, nomeadamente a construção da Praça D. Pedro V (hoje Praça de Pontevedra) e respetivo chafariz decorativo, o alargamento do Hospital da Misericórdia, a fundação do Asilo dos Inválidos e a abertura de versos arruamentos e pontes.
Era proprietário da Quinta do Rio, em Barcelos.